# Geophila humifusa
Geophila humifusa är en måreväxtart som beskrevs av George King och James Sykes Gamble. Geophila humifusa ingår i släktet Geophila och familjen måreväxter. Inga underarter finns listade i Catalogue of Life.